# Belgijska vojašnica, Ljubljana
Belgijska vojašnica (tudi Mestna pehotna vojašnica) je bila prva vojašnica v Sloveniji, ki je bila zgrajena v urbanistično zaprtem paviljonskem sistemu. Gradnja se je začela leta 1882 in končala leta 1895 v t. i. Kravji dolini na obrobju Šempetra, pri čemer je bila vojašnica omejena z današnjo Masarykovo, Maistrovo, Metelkovo cesto in območjem Tabor. Poleg glavne zgradbe so zgradili še robne objekte in skladišča, skupaj 25 različnih stavb objektov.
Vojašnica je ime dobila po avstro-ogrskem 27. pehotnem polku, katerega častni poveljnik je bil Albert I., kralj Belgijcev.

## Zgodovina
Po koncu 1. svetovne vojne je bil v letih 1918–1922 v delu vojašnice izobraževalni zavod za slepe, sprva za oslepele vojne veterane, nato pa tudi za otroke. Istega leta so del vojašnice za svoj sedež začeli uporabljati tudi slovenski skavti. V tem času se je imenovala Kasarna vojvode Mišića.
Med 2. svetovno vojno je italijanski okupator vojašnico zaradi bližine železniške postaje uporabljal za osrednje zbirališče in začasni zapor Ljubljančanov, ki so jih pošiljali v internacijo.
Po vojni je kasarno prevzela JLA in jo preimenovala v Vojašnico 4. julija. V njej je bilo nameščeno poveljstvo JLA za Ljubljano in KOS. V tej vojašnici so 1. junija 1988 v vojaškem priporu imeli več obtožencev za vojaško tajno, med njimi Janeza Janšo.
Po osamosvojitvi Slovenije je  lastništvo nad kompleksom sprva prevzelo Ministrstvo za obrambo Republike Slovenije, nato pa sta ga leta 1994 prevzela Ministrstvo za kulturo Republike Slovenije (južni del z večjimi objekti) in Mestna občina Ljubljana. Severni del (MOL) kompleksa je poznan kot Metelkova mesto, medtem ko so v južnem delu razstavni prostori in depoji Narodnega muzeja, Slovenski etnografski muzej v dveh stavbah, sedež Direktorata za kulturno dediščino s knjižnico in dokumentacijskim centrom INDOK; del Zavoda za kulturno dediščino Republike Slovenije, ter Muzej sodobne umetnosti Metelkova.

## Arhitektura
Zgradbe vojašnice so oblikovane v novorenesančnem slogu avstro-ogrskih javnih zgradb, načrte je izdelal tedanji mestni arhitekt Adolf Wagner. Kompleks na severu meji na glavno železniško postajo, na jugu na trg, ki ga je leta 1906 župan Hribar v spomin na narodnoprebudne zbore poimenoval Tabor. Kompleks so sestavljale zelo različne stavbe tako po višini kot velikosti tlorisov, vse skladno s funkcijo. Zanimive so stavbe najjužnejšem delu (7 zgradb), ki obrobljajo veliko dvorišče in so bile namenjen vojakom. Ob ulici Tabor je trinadstropna stavba, ki je bila namenjena štabu. Stranske dvonadstropne stavbe so podolgovatega tlorisa s širšim rizalitnim traktom na enem ali obeh robnih straneh. Zidane so iz kamna in opeke. Stropne konstrukcije nad kletjo in pritličjem so opečni oboki, nad nadstropji so ponekod opečni oboki, ponekod so bili leseni stropi, nad zadnjim nadstropjem pa izključno leseni stropi. V nekaterih zgradbah so oboki dopolnjeni z jeklenimi vezmi. 
Za potrebe Narodnega muzeja Slovenije, ki je leta 1995 pridobil stavbo št. 25, je bila trietažna stavba preoblikovana. Vse projekte te in drugih stavb kompleksa sta vodila arhitekta Samo in Gorazd Groleger (zmagovalec natečaja) ter z njima Miroslav Kvas in drugi sodelavci. Gradbena dela so potekala med letoma 2004-2005. Za NM sta bila izdelana klet in prizidek, s čimer je muzej pridobil skoraj 4000 m2 prostorov. V kleti so depoji zaprtega tipa, v prizidku pa so restavratorske delavnice. Druge površine so namenjene javnim programom. V prvem nadstropju je multimedijska dvorana.
Del, v katerem je danes Muzej sodobne umetnosti Metelkova, je bil rekonstruiran po načrtih arhitekturnega biroja Groleger arhitekti. Gre za eleganten spoj stare in sodobne arhitekture. Nova stavba je zasnovana po principu totalne instalacije, v katero obiskovalec vstopi kot na prizorišče. Muzej se razprostira na dobrih 4500 m² površine, ki so poleg razstavne dejavnosti namenjene tudi dokumentaciji, knjižnici in restavratorski delavnici.
Zadnji objekt prenov je bil namenjen glavni stavbi vojašnice, temeljito prenovljeni v sodoben muzej. Etnografske zbirke imajo stalno in občasne postavitve. Del ureditev v SEM je prestavljena Plečnikova Lectarija, oprema nekdanjega lokala na Kongresnem trgu.